# Trichoperrisia pipericola
Trichoperrisia pipericola är en tvåvingeart som beskrevs av Jean-Jacques Kieffer 1913. Trichoperrisia pipericola ingår i släktet Trichoperrisia och familjen gallmyggor.
Artens utbredningsområde är Sri Lanka. Inga underarter finns listade i Catalogue of Life.